# منقلة (لعبة)

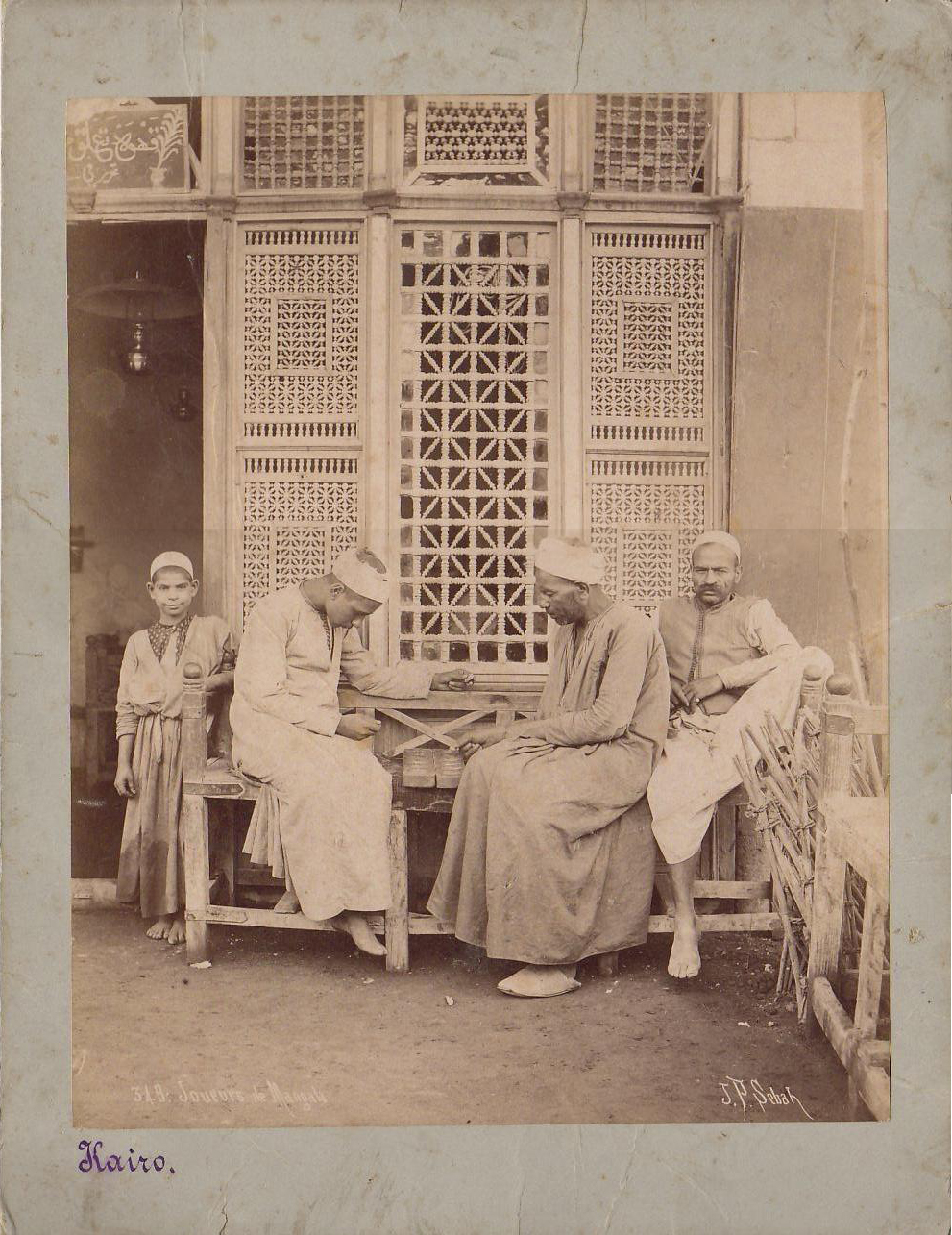
مصريون يلعبون «المنقلة» في القرن التاسع عشر ميلادي

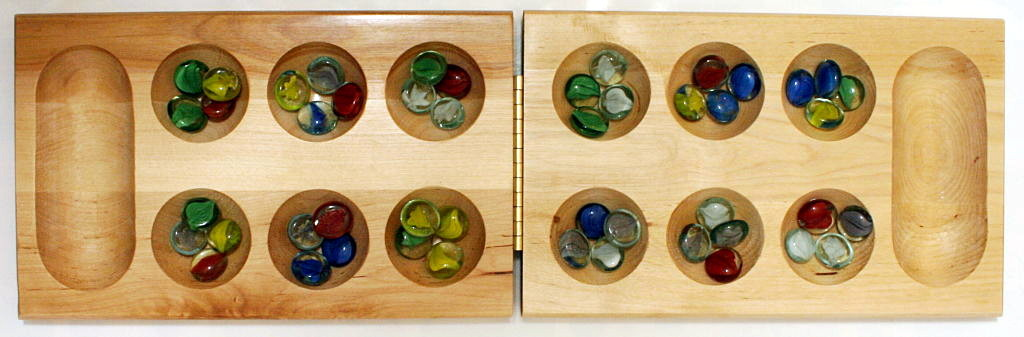
لوحة منقلة مصنوعة من الخشب.

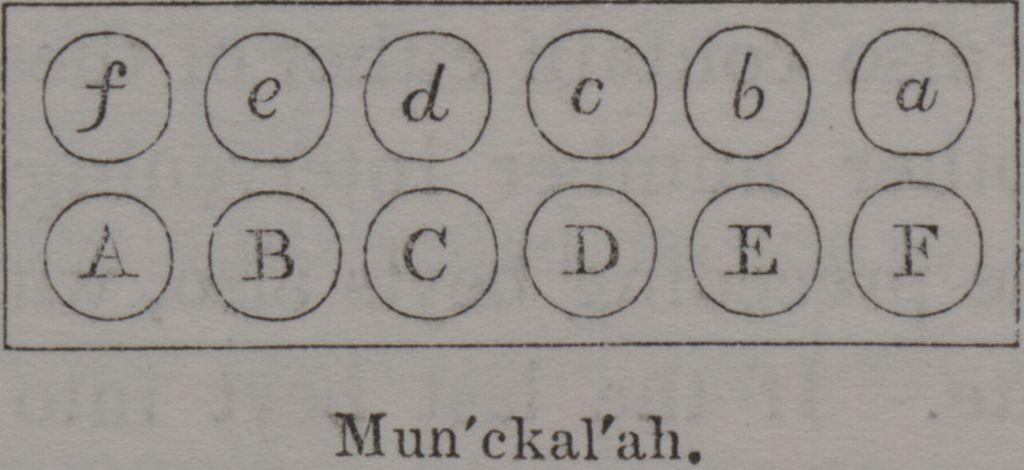
شرح مستشرق للعبة

المنقلة هي مجموعة من الألعاب التي تلعب في أفريقيا، والشرق الأوسط، وآسيا الوسطى. يلعب الناس هذه اللعبة بتحريك القطع على اللوحة، وهي على نوعين العادية والمجنونة

## العادية
الملعب: قطعة مستطيلة من الخشب السميك محفور فيها صفان متقابلان من الحفرة الصغيرة في كل صف 7 حفر.
الأدوات: 98 حصاة صغيرة بحيث يمكن وضع مالا يقل عن 25 حصاة في الحفرة الواحدة.
اللاعبون: اثنان.
طريقة اللعب:
1. توضع الحبات موزعة على الـ14 حفرة بحيث يكون في كل حفرة 7 حبات.
2. تجري القرعة لمعرفة البادئ باللعب.
3. يبدأ الأول بأخذ الحبات من إحدى الحفر ويبدأ بتوزيعها حبة في حفرة باتجاه عكس عقارب الساعة فإذا انتهى من الحفر التي تخصه ينتقل إلى حفر زميله.
4. عندما ينتهي من توزيع حبات حفرته يبدأ اللاعب الثاني اللعب بنفس الطريقة.
5. مع الاستمرار في اللعب يصبح عدد الحبات في كل حفرة متفاوتاً في العدد حيث يقوم كل لاعب أثناء لعب زميله بعد الحبات في كل حفرة من الحفر التي تخصه لتوزيعها بشكل مناسب. وبعملية حسابية بسيطة يستطيع معرفة الحفر التي سيبدأ بتوزيع حباتها من أجل الربح.
6. إذا وصل لاعب في نهاية التوزيع إلى حفرة بها حبة واحدة بحيث لو أضاف لها آخر حبة في يده لأصبح في الحفرة حبتان فإنه يربح الحبتين سواء كان ذلك في حفرة تخصه أو تخص زميله.
7. يربح اللاعب أيضاً إذا انتهى إلى حفرة بها ثلاث حبات بحيث لو أضاف لها آخر حبة في يده تصبح أربعاً أو كما يقال (طورة) فإنه يربح الحبات الأربع. 
8. كذلك فإنه يربح جميع الحبات في حفر متتالية إذا انتهى إليها وأصبح في كل وحداً زوجاً من الحبات أو (طورة).
9. يربي كل لاعب بيتاً أو وبيتان (والبيت هنا الحفرة التي يجمع فيها اللاعب أكبر عدد من الحبات) ليحسم اللعبة في نهايتها.
10. اللاعب الذي يربح أكبر عدد من الحبات في نهاية اللعبة يعتبر فائزاً.